# مكتبة محمد مظهر الفاروقي
مكتبة محمد مظهر الفاروقي أو مكتبة رباط مظهر، أحد المكاتب التاريخية المجاورة للمسجد النبوي الشريف في المدينة المنورة.

## خلفية تاريخية
أنشئ رباط مظهر محمد مظهر الفاروقى النقشبندي عام 1292 هـ الموافق 1875 في الجهة المعروفة باسم زقاق المواليد بحارة الأغوات، وكانت تطل على شارع الملك عبد العزيز بالطريق المؤدي إلى باب النساء بالحرم النبوي الشريف. كان مبناها من ثلاثة طوابق، يصل عدد غرفه إلى تسعين غرفة، منها غرفة في الدور الثاني فيها مكتبة تحتوي على كثير من الكتب العربية والمخطوطات النفيسة، وقد عرفت المكتبة باسم مكتبة الشيخ: حسين مظهر، وقد هدم الجزء الشرقي من المبنى لتوسعة الشارع المواجه للبقيع.

## المكتبة
تعتبر المكتبة من إحدى المكتبات المرتبطة بالأربطة، فهي جزء من رباط آل نقشبندي الكبير. تقع هذه المكتبة في الدور الأول من الرباط الكبير، الواقع من الجهة الشرقية من المسجد النبوي الشريف في نهاية زقاق مظهر أو الفرزاني المترفع من زقاق البقيع الرئيسي. أسس هذه المكتبة الشيخ محمد مظهر الفاروقي عام 1291 هـ الموافق 1874م، وظلت مصدرًا للثقافة ومركزًا لرواد العلم وطلابه، وقد أدخل موقع هذا الرباط والمكتبة ضمن توسعة وعمارة المسجد النبوي الشريف. تبلغ عدد كتب ومخطوطات المكتبة 1.100 كتابًا، ويوجد على مدخل مبنى المكتبة نص باللغة العربية مع نص آخر باللغة الفارسية، والنص العربي كما يلي:

## انظر ايضاً
- المدينة المنورة
- مكتبة المسجد النبوي
- المكتبة المحمودية
- مكتبة عارف حكمت

## وصلات خارجية
- مكتبة محمد مظهر الفاروقي خلفية تاريخية.